# Programme de Bad Godesberg
 (janvier 2024).
Si vous disposez d'ouvrages ou d'articles de référence ou si vous connaissez des sites web de qualité traitant du thème abordé ici, merci de compléter l'article en donnant les références utiles à sa vérifiabilité et en les liant à la section « Notes et références ».

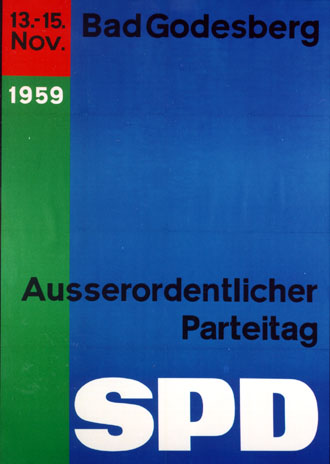
Affiche pour le congrès de Bad Godesberg en Novembre 1959

Le programme de Bad Godesberg (en allemand : Godesberger Programm) servit de programme au Parti social-démocrate d'Allemagne (SPD) entre 1959 et 1989. Voté en 1959 avec une large majorité lors d'un congrès extraordinaire du parti - le congrès de Bad Godesberg -, il reste en vigueur jusqu'à son remplacement par le programme de Berlin, trente ans plus tard.
Le programme de Bad Godesberg marque une rupture avec les programmes officiels antérieurs du parti, et certains des principes qu'il énonce sont encore en vigueur. Pour la première fois, le SPD abandonne formellement les idées d'inspiration marxiste. Il reconnaît l'économie de marché et se dit lié au peuple entier, non aux seuls travailleurs.

## Contexte
Jusqu'en 1959, le programme de Heidelberg, adopté en 1925, était toujours en vigueur. Ce programme, d'inspiration révolutionnaire, semblait peu adapté au Parti social-démocrate des années 1950. Des événements majeurs s'étaient en effet produits depuis qui modifiaient la situation internationale et les perspectives politiques du parti. Parmi ces événements majeurs figurent la victoire sur le nazisme, la Seconde Guerre mondiale, l'expansion du bloc soviétique (« communisme »), la guerre froide et la partition de l'Allemagne.

## Contenu
Il comporte, principalement, les mesures suivantes :
- distanciation  avec  le marxisme et introduction de références à l'éthique chrétienne, à l'humanisme, à la philosophie classique. Il s’agit de se distancier radicalement du socialisme de la RDA,. Les rédacteurs entendent renouveler le marxisme[1].
- rejet de l'anticléricalisme, avec approbation de la collaboration avec l'Église ;
- « loyauté totale » à l'égard de la loi fondamentale de la RFA et utilisation de moyens démocratiques pour la lutte politique ;
- « libre concurrence et libre initiative de l'entrepreneur », reconnaissant ainsi l'économie de marché et abandonnant toute idée de nationalisation (sans pour autant abandonner le rôle de l’état), selon la formule due à Karl Schiller : « la concurrence autant que possible, la planification autant que nécessaire ».
- dénonciation du communisme ;
- volonté de faire du SPD le parti du peuple tout entier, toutes catégories sociales confondues.